# Фатон Џемаиљи
Фатон Џемаиљи (алб. Faton Xhemaili, Биљача код Бујановца, 15. новембра 1998) албански је фудбалер који тренутно наступа за Скендербег.

## Каријера
Фатон Џемаиљи је родом из Биљаче, насеља у Општини Бујановац. Фудбалом је почео да се бави у екипи Терноција из Великог Трновца, где је наступао за млађе селекције у периоду од 2012. до 2016. године. Он је, након тога, посредством агента Вулнета Анметија, приступио академији ТСВ Шота из Мајнца у августу 2016, где је током такмичаске 2016/17. био члан екипе у узрасту до 19 година старости. По истеку омладинског стажа, Џемаиљи се вратио у Србију, где се прикључио тренинзима Радника из Сурдулице, код тренера Сима Крунића. Он је почетком 2018. потписао професионални уговор са екипом Радника, у трајању од три године, те је недуго затим уступљен Будућности из Поповца. За Будућност је, као бонус играч, забележио 11 наступа и постигао један погодак у Српској лиги Исток, до краја сезоне 2017/18.
По истеку споразума о уступању, Џемаиљи се вратио у Радник, са којим је прошао комплетан припремни период код тренера Младена Додића, а затим и лиценциран за такмичење у Суперлиги Србије у сезони 2018/19. Након промене тренера и доласка Милана Милановића на место шефа стручног штаба, Џемаиљи је свој дебитантски наступ за екипу Радника забележио на утакмици шеснаестине финала Купа Србије, 26. септембра 2018, у победи од 5:0 над Радничким из Пирота. Свој први наступ у Суперлиги Србије, Џемаиљи је уписао на гостовању Мачви у Шапцу, у овкиру 20. такмичарске недеље исте сезоне, ушавши у игру уместо Милана Стојановића у 90. минуту утакмице. Године 2019, 14. јануара, Џемаиљи је потписао двоипогодишњи уговор са Кукешијем, чланом Суперлиге Албаније. Исте сезоне учествовао је у освајању Купа Албаније, свог првог трофеја у професионалној каријери. Почетком септембра 2019. године потписао је трогодишњи уговор са екипом Скендербега из Корче.

## Репрезентација
Средином новембра 2018. године, Џемаиљи је добио позив Фудбалског савеза Албаније за окупљање селекције те државе до 21 године старости. Он је на окупљању репрезентације прославио свој 20. рођендан. За екипу је дебитовао дан касније, у победи од 2:0 над селекцијом Малте у пријатељкој утакмици, ушавши у игру уместо Дилона Криезиуа у 76. минуту. На реванш сусрету, одиграном три дана касније, такође се нашао на клупи за резервне играче.

## Статистика

#### Клупска
Ажурирано 16. маја 2020.
| Клуб                          | Сезона   | Лига               | Лига    | Лига   | Национални куп | Национални куп | Европа  | Европа | Остало  | Остало | Укупно  | Укупно |
| Клуб                          | Сезона   | Дивизија           | Наступа | Голова | Наступа        | Голова         | Наступа | Голова | Наступа | Голова | Наступа | Голова |
| ----------------------------- | -------- | ------------------ | ------- | ------ | -------------- | -------------- | ------- | ------ | ------- | ------ | ------- | ------ |
| Будућност Поповац (позајмица) | 2017/18. | Српска лига Исток  | 11      | 1      | —              | —              | —       | —      | 1       | 0      | 12      | 1      |
| Радник Сурдулица              | 2017/18. | Суперлига Србије   | —       | —      | —              | —              | —       | —      | —       | —      | —       | —      |
| Радник Сурдулица              | 2018/19. | Суперлига Србије   | 1       | 0      | 1              | 0              | —       | —      | —       | —      | 2       | 0      |
| Радник Сурдулица              | Укупно   | Укупно             | 1       | 0      | 1              | 0              | —       | —      | —       | —      | 2       | 0      |
| Кукеши                        | 2018/19. | Суперлига Албаније | 7       | 0      | 3              | 0              | —       | —      | —       | —      | 10      | 0      |
| Скендербег                    | 2019/20. | Суперлига Албаније | 0       | 0      | 2              | 0              | —       | —      | —       | —      | 2       | 0      |
| Каријера                      | Каријера | Каријера           | 19      | 1      | 6              | 0              | —       | —      | 1       | 0      | 26      | 1      |

## Трофеји и признања
Кукеши
- Куп Албаније : 2018/19.[23]